# Mono (fleuve)
Pour les articles homonymes, voir Mono.
Le Mono est un fleuve d'Afrique de l'Ouest, long d'environ 467 à 530 km selon les sources, qui traverse le Togo et le Bénin avant de se jeter dans le golfe de Guinée. Il prend sa source dans le massif de Tchaoudjo, situé dans le centre du Togo, à proximité des villes de Sokodé et Bafilo, à une altitude modérée. Le cours du fleuve suit une orientation générale nord-sud. Son bassin versant s'étend sur une superficie estimée entre 21 475 et 24 300 km², abritant une population dense de plusieurs millions de personnes. Le Mono joue un rôle vital pour les activités locales, comme l'agriculture et la pêche, mais il est également confronté à des défis environnementaux liés à la gestion de ses ressources naturelles et à la conservation de sa biodiversité.

## Hydronymie
L'hydronymie du fleuve Mono, situé en Afrique de l'Ouest, est liée à ses caractéristiques géographiques et culturelles. Son nom "Mono" est d'origine incertaine mais semble avoir des racines dans les langues locales parlées dans la région. Ce fleuve, qui s’étend sur environ 467 à 530 km selon les sources, traverse le Togo et le Bénin pour se jeter dans le golfe de Guinée. Il joue un rôle essentiel pour les populations locales, à la fois comme ressource naturelle et comme frontière géographique dans son cours inférieur.
Le bassin du Mono couvre une superficie d'environ 21 475 à 24 300 km². La gestion de ce fleuve est cruciale pour la préservation des écosystèmes et la coopération transfrontalière entre le Togo et le Bénin, ce qui reflète son importance dans la culture et l'histoire des communautés riveraines.

## Géographie
Long d'approximativement 467 km et drainant un bassin versant d'environ 25 000 km2, il prend sa source au Togo, entre la ville de Sokodé et la frontière avec le Bénin, et se dirige vers le sud. Proche de son embouchure il forme la frontière entre le Togo et le Bénin. Finalement il se jette dans la baie du Bénin à travers un système extensif de lagons saumâtres et de lacs (dont le lac Togo).

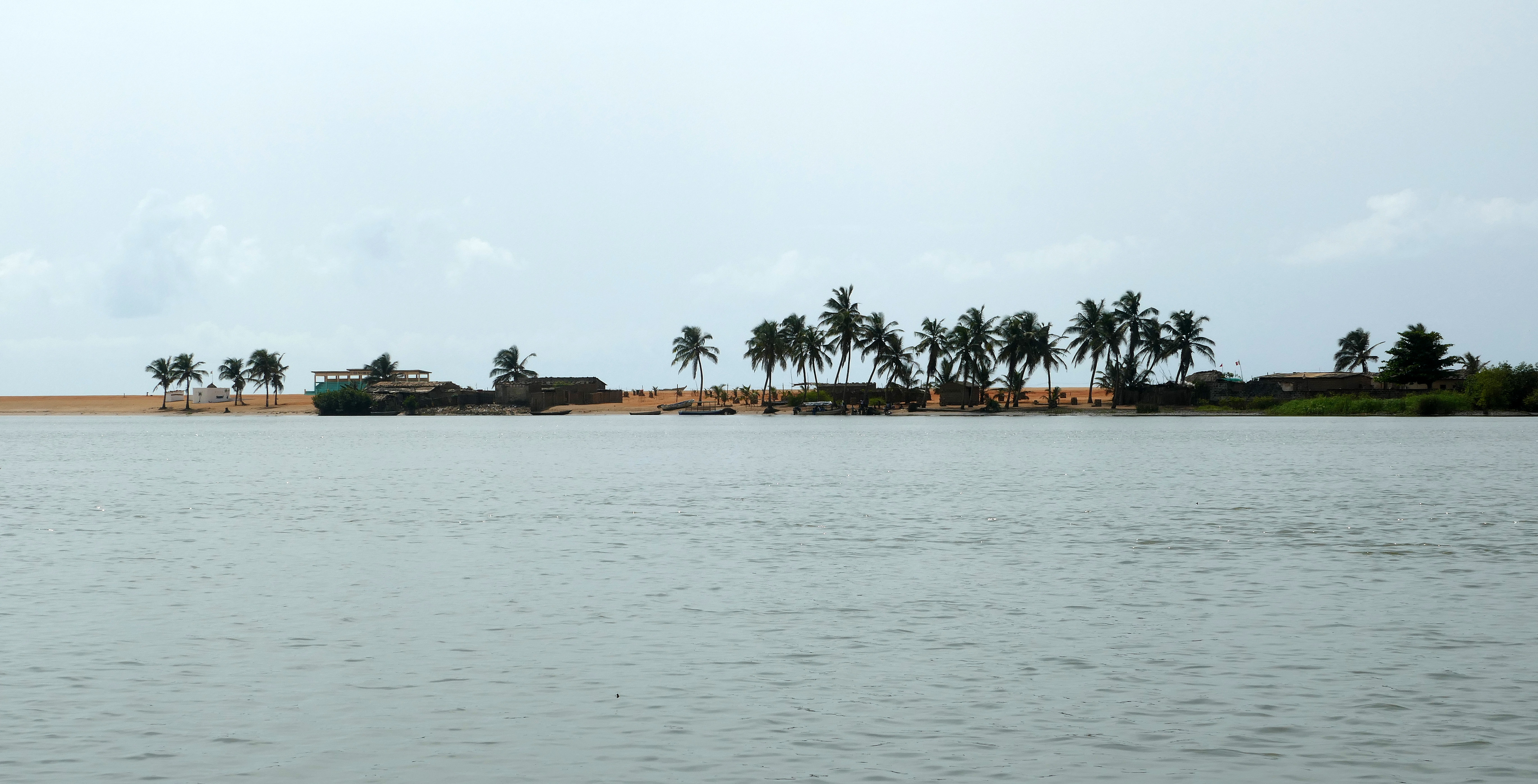
Vue du fleuve Mono
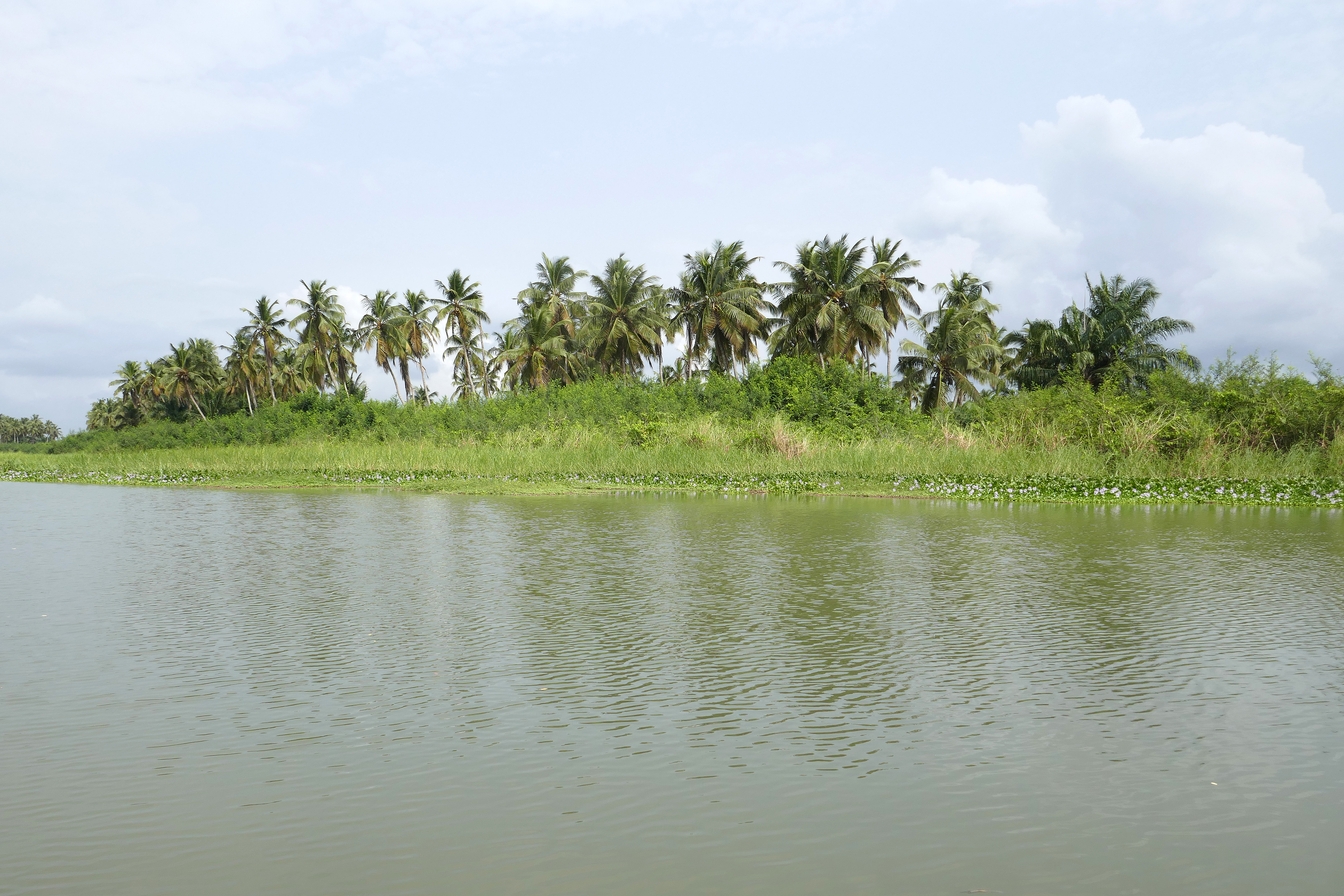
Le Paysage

### Cours
Le cours du fleuve Mono au Togo peut être divisé en plusieurs sections distinctes :
1. Le cours supérieur : Il prend naissance dans le massif de Tchaoudjo, dans le centre du Togo, près de Sokodé et Bafilo. À ce stade, le fleuve est alimenté par des sources issues des collines environnantes, et son débit est modeste.
2. Le cours moyen : En descendant vers le sud, le fleuve traverse des zones de plaines plus vastes, où il est rejoint par plusieurs affluents saisonniers. C'est une région où le fleuve est utilisé pour l'agriculture et l'irrigation.
3. Le cours inférieur : À partir de la région maritime du Togo, le Mono marque la frontière naturelle avec le Bénin avant de se jeter dans le golfe de Guinée. Cette partie du fleuve est plus large, et son débit augmente significativement en saison des pluies[4].

### Source
La source principale du fleuve Mono se situe dans le massif de Tchaoudjo, au Togo, dans une région de collines au nord de la ville de Sokodé. Elle émerge à une altitude modérée, estimée autour de 400 à 600 mètres, selon les descriptions locales du relief. Cette source, formée par des écoulements souterrains et des précipitations locales, marque le point de départ du fleuve qui coule ensuite vers le sud pour traverser le Togo et le Bénin. Il constitue un élément essentiel pour l'hydrologie de la région et les écosystèmes environnants.

### Bassin versant
Le bassin versant du fleuve Mono, d'une superficie estimée entre 21 475 et 24 300 km², s’étend principalement entre le Togo et le Bénin, couvrant une région géographique variée. Il est constitué de formations géologiques relativement complexes, comprenant des terrains plats et des zones de collines modérées. Le relief du bassin est caractérisé par des altitudes qui ne dépassent généralement pas les 400 mètres, à l'exception de certaines zones montagneuses, comme les montagnes du Togo central, qui marquent la source du fleuve. Les pentes y sont relativement douces, et les cours d'eau du bassin, dont le Mono, suivent un tracé généralement sud-nord, avec des débits qui varient selon les saisons.
Le bassin du Mono est essentiel pour l'agriculture, l'eau potable, et la pêche, mais il est aussi soumis à des pressions anthropiques croissantes, telles que la déforestation et l'urbanisation. La gestion des ressources en eau est un enjeu majeur pour les deux pays traversés, d'où la mise en place de collaborations transfrontalières pour la gestion durable de ce bassin versant.

### Géologie

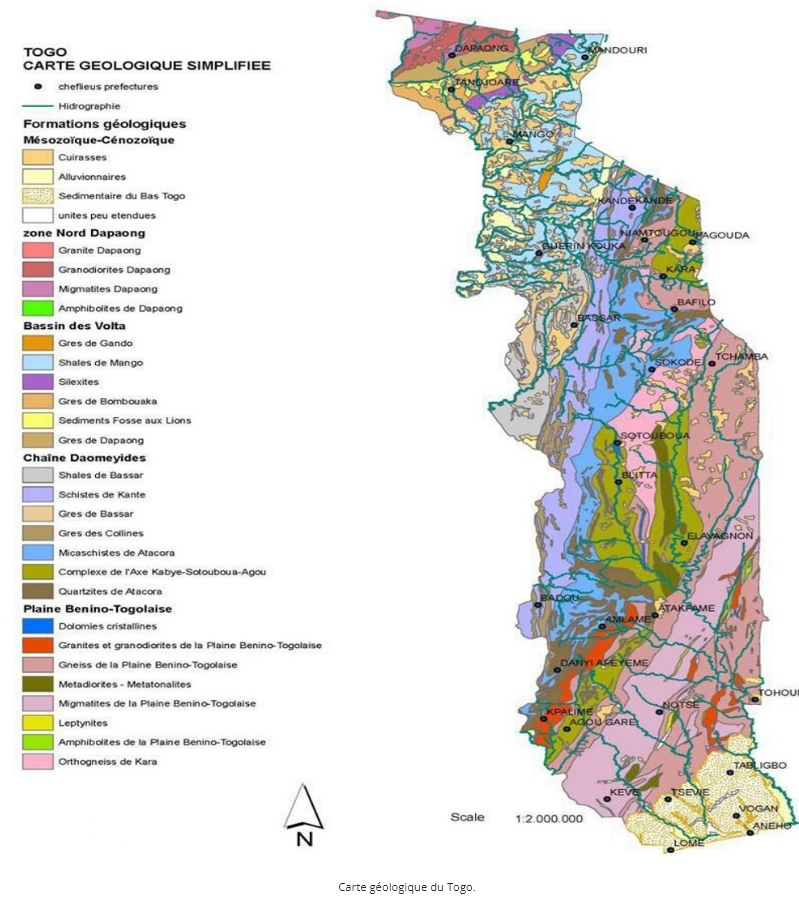
Carte géologique du Togo.

Le bassin versant du fleuve Mono, au Togo, s'étend sur une vaste superficie et comprend plusieurs types de formations géologiques. Le fleuve prend sa source dans la région montagneuse, traversant des plateaux cristallins qui occupent une grande partie de la zone. Le bassin versant du Mono est composé de sols ferrugineux tropicaux, érodés dans certaines zones, et de sols alluvionnaires dans les plaines. Ce bassin est marqué par un relief varié, avec des montagnes à l'est et une vaste plaine au centre et à l'ouest, où l'altitude varie entre 150 et 400 mètres.
Le sous-sol du bassin versant est dominé par des formations géologiques du Précambrien et du Protérozoïque, avec des affleurements de roches métamorphiques, notamment dans la chaîne panafricaine des Dahomeyides, qui traverse le Togo du sud au nord. Ce contexte géologique a joué un rôle majeur dans la création de nombreuses nappes phréatiques et de sources d'eau qui alimentent les rivières et les affluents du Mono, contribuant à l'approvisionnement en eau de la région. Le bassin est aussi caractérisé par un climat tropical, influençant la dynamique de l'érosion et de la sédimentation dans le fleuve.

### Régions et départements traversés
Les régions et départements traversés par le fleuve Mono, en allant de la source vers l'embouchure, sont les suivants :
- Dans la région des Plateaux au Togo, le fleuve commence son parcours dans les montagnes de Tchaoudjo, traversant principalement les départements de Tchaoudjo et de l'Ogou, avant de descendre vers le sud.

- Dans la région Maritime, le Mono marque une grande partie de la frontière entre le Togo et le Bénin. Le fleuve passe par les départements du Maritime au Togo, incluant les zones de Lomé, la capitale, et les communes environnantes. Au Bénin, il traverse le département du Mono, dans lequel il prend le nom de "fleuve Mono" avant de se jeter dans le golfe de Guinée[8].

### Communes riveraines
Le fleuve Mono traverse plusieurs communes riveraines, principalement au Togo et au Bénin. Parmi les communes traversées par le Mono, on trouve Lomé, la capitale du Togo (par le fleuve Zio), située à proximité de l'embouchure du fleuve. D'autres communes importantes au Togo, tel que Sokodé, située dans le département de Tchaoudjo. Au Bénin, le fleuve passe par des communes telles que Athiémé et Lokossa avant de se jeter dans le golfe de Guinée.

## Hydrologie

### Régime hydrique
Le bassin versant du fleuve Mono, situé entre le Togo et le Bénin, est caractérisé par un climat tropical humide, avec une saison des pluies marquée par des précipitations importantes et une saison sèche. La pluviométrie annuelle varie de 1 200 mm à 1 500 mm, avec des maxima souvent observés entre avril et octobre, durant la saison des pluies. Ce régime hydrique est influencé par les vents dominants venant de l'océan Atlantique et par l'altitude des régions traversées. Le fleuve et ses affluents connaissent un débit maximal pendant la saison des pluies, tandis qu'en saison sèche, le débit peut baisser significativement, provoquant un étiage.

Le régime hydrique du Mono, tout comme celui de nombreux autres fleuves tropicaux, est soumis à des variations saisonnières marquées, avec des périodes de crues importantes dues aux pluies abondantes, surtout dans les montagnes du Togo central. Le débit moyen du fleuve est estimé à 67,4 m3/s, mais des périodes de crues peuvent engendrer des augmentations considérables du niveau du fleuve, impactant les populations riveraines.

### Crues et étiages
Les crues et étiages du fleuve Mono, sont influencés par des variations saisonnières et climatiques. Le fleuve Mono connaît des crues importantes durant la saison des pluies, notamment entre avril et octobre, lorsque des précipitations abondantes provoquent une montée du niveau de l'eau. Ces crues peuvent avoir des conséquences dramatiques pour les populations riveraines, en particulier à Lomé et dans les zones environnantes. Les périodes de crues sont souvent dues à des pluies torrentielles qui tombent sur les montagnes et les plateaux du Togo, entraînant un afflux massif d'eau dans le fleuve.
À l'inverse, pendant la saison sèche, le débit du fleuve Mono peut considérablement diminuer, atteignant parfois des niveaux d'étiage critiques. En 1991, par exemple, une sécheresse a causé une baisse significative du niveau du fleuve, affectant les activités agricoles et les approvisionnements en eau pour les populations locales. Ces variations hydrologiques ont conduit à des efforts pour mieux réguler les flux du fleuve et à mettre en place des stratégies pour gérer les risques de crues et d'étiages.
Les étiages sont particulièrement graves lorsque la pluviométrie est insuffisante pendant plusieurs mois consécutifs, ce qui diminue le débit du fleuve à des niveaux qui nuisent à l'agriculture et à la pêche, deux activités essentielles pour les populations de la région. De telles fluctuations du niveau de l'eau peuvent également entraîner une diminution de la qualité de l'eau et une pollution accrue.

### Principaux affluents
Voici une liste des principaux affluents du fleuve Mono, classés par longueur, superficie du bassin versant et débit moyen connu au plus proche du confluent :
| Fleuves | Longueur (km) | Bassin (km²) | Débit (m3/s) | Distance au confluent (km) | Altitude (m) | Rive   | Région/Département                    | Commune      |
| ------- | ------------- | ------------ | ------------ | -------------------------- | ------------ | ------ | ------------------------------------- | ------------ |
| Zio     | 164,5         | 5 800        | 25           | 128,3                      | 200          | Gauche | Région des Plateaux & région maritime | Lomé         |
| Amou    | 93            | 2 200        | 4            | 77,3                       | 350          | Gauche | Région des Plateaux & région maritime | Amou Oblo    |
| Ogou    | 184           | 5 520        | 35           | 110                        | 400          | Droite | Région centrale & Région des Plateaux | Ogou Agraini |
| Nokpoué | 43,7          | 1 350        | 4            | 34,6                       | 200          | Droite | Région des Plateaux                   | Kpatala      |
| Anie    | 125           | 3 500        | 23,5         | 115                        | 500          | Gauche | Région centrale & Région des Plateaux | Anié, Blitta |

Ces affluents contribuent de manière significative au régime hydrologique du Mono, influençant son débit tout au long de l'année.

### Influence des marées
Le fleuve Mono, à l'embouchure située dans le golfe de Guinée, est également soumis à l'influence des marées, bien que le phénomène soit moins marqué que dans certaines autres régions côtières. Les marées remontent dans le fleuve jusqu'à plusieurs kilomètres à l'intérieur des terres, particulièrement pendant les grandes marées. Le marnage, c'est-à-dire l'écart entre la marée haute et la marée basse, peut atteindre environ 1 mètre dans les zones les plus proches de l'embouchure.
Ce phénomène de marée est lié aux marées océaniques, qui influencent directement le niveau de l'eau dans les estuaires du fleuve. Cependant, le phénomène de mascaret, une vague qui remonte rapidement le cours d'eau lors des grandes marées, est moins significatif dans le Mono. La régularité et l'intensité des marées sont également modifiées par les aménagements réalisés sur le fleuve, notamment dans la gestion de son estuaire pour limiter les inondations et réguler le débit d'eau. Ainsi, bien que les marées influencent le niveau du Mono, l'ampleur de cet effet reste limitée comparée à d'autres fleuves ayant des estuaires plus ouverts et moins régulés.

## Histoire
L'histoire du fleuve Mono, est marquée par une succession d'événements qui ont façonné le développement de la région traversée. Bien que les premières mentions du Mono remontent à des périodes récentes, son histoire est tout de même riche en événements et influences majeures.
La plus ancienne mention écrite du fleuve Mono remonte à l'époque coloniale, lorsque les européens ont commencé à explorer les territoires africains au 19e siècle. Les commerçants européens, notamment les portugais et les français, ont navigué sur le Mono pour le commerce de l'esclavage et des produits tropicaux. Le fleuve a servi de voie d’accès aux ports et aux marchés du golfe de Guinée. Au fil des siècles, des conflits ont eu lieu autour de son contrôle, notamment entre les royaumes locaux et les puissances coloniales.
L'une des étapes importantes de l’histoire du Mono fut l'établissement de l'Empire Ashanti au 18e siècle, qui a eu une influence significative sur la région de l'ouest du Togo, avec des luttes pour contrôler les routes commerciales qui longent le fleuve. Au cours de la période coloniale, le fleuve est devenu un axe important pour l'exploitation du Togo par les allemands, puis plus tard par les français après la Première Guerre mondiale.
Plus récemment, le fleuve Mono a joué un rôle central dans l'évolution de l'agriculture et du développement local. Les aménagements pour l'irrigation et l'accès à l'eau potable ont permis un meilleur développement économique de la région.

## Aménagements

### Navigation
La navigation sur le Mono se divise en plusieurs segments distincts, chacun ayant ses propres caractéristiques en fonction de la topographie et des aménagements réalisés au fil du temps.
Le fleuve Mono est navigable sur une grande partie de son parcours, bien que certaines sections soient plus adaptées à la navigation que d'autres. Sur la partie supérieure, la navigation est facilitée par la présence de canaux et de dérivations qui permettent de contourner certains obstacles naturels. Dans les zones plus basses, la navigation est souvent réalisée directement dans le lit du fleuve, avec des barges et des bateaux adaptés aux conditions locales.
Les infrastructures portuaires sont principalement situées près de la côte, avec des installations de chargement et de déchargement, souvent destinées au transport de produits locaux comme le sel, les produits agricoles ou le bois. La gestion de la navigation dans la région relève des autorités locales ou de l'organisation responsable de l'entretien des voies navigables.
Il existe aussi un trafic touristique limité, souvent sous forme de promenades en bateau, permettant aux visiteurs de découvrir les paysages et les écosystèmes du Mono. Ces activités sont particulièrement populaires dans les zones proches des grandes villes et des sites touristiques.
En amont du fleuve, la navigation est moins courante en raison des conditions géographiques et des infrastructures limitées. Cependant, des projets de développement sont en cours pour améliorer la connectivité et rendre certaines sections du Mono plus accessibles pour les activités commerciales et de loisirs.
Les installations portuaires principales de la région incluent des quais pour les petits navires ainsi que des entrepôts pour le stockage de marchandises, facilitant ainsi le commerce local et régional. Des travaux d'amélioration du fleuve sont régulièrement réalisés pour maintenir sa navigabilité et soutenir l’économie locale.

## Activités économiques
Le Mono joue un rôle clé dans l’économie de la région, avec plusieurs secteurs industriels qui se sont développés le long de ses rives. En raison de son réseau fluvial, il permet un transport efficace de diverses marchandises. Le port autonome de Lomé (PAL), un des plus grands ports d'Afrique de l’Ouest, est un centre stratégique pour le transbordement de marchandises entre le continent africain et le reste du monde, avec un trafic portuaire important. Le port est particulièrement actif dans le commerce de produits agricoles, minéraux et de matériaux de construction.
Le fleuve est également utilisé pour le transport de produits agricoles, notamment du cacao, du café, et des produits agricoles locaux vers les grands centres commerciaux. Dans les zones proches de la côte, des industries de transformation, comme la production de sucre et l’agroalimentaire, bénéficient de la proximité du fleuve pour l'approvisionnement en matières premières.
Outre la navigation, le Mono soutient également l’économie locale grâce à l’exploitation de ses ressources naturelles, notamment la pêche, qui constitue une source importante de revenus pour les communautés riveraines. De plus, des projets d’irrigation à partir de ses eaux permettent le développement de l'agriculture dans les régions traversées par le fleuve.
La gestion de l'eau du Mono sert également à alimenter certaines installations industrielles, notamment dans le domaine de la production d'énergie, avec des centrales hydrauliques et thermiques utilisant les eaux du fleuve pour leurs besoins en refroidissement. Ce développement industriel est essentiel pour l’essor économique de la région, bien que certaines zones restent moins développées en raison des difficultés d’accès au fleuve.

## Milieu naturel

### Faune
Le fleuve Mono abrite une biodiversité aquatique variée, bien que celle-ci ait été affectée par l’activité humaine. Des espèces endogènes sont présentes, mais plusieurs ont été introduites au fil du temps pour des raisons diverses. Les poissons migrateurs, tels que certains types de tilapias et de poissons-chats, sont caractéristiques de la faune du fleuve.
Cependant, des changements ont eu lieu dans la composition des espèces au fil des siècles. L’introduction d'espèces exogènes, telles que certaines variétés de tilapias et de poissons-chats, est courante dans les efforts d’optimisation de la pêche ou d’élevage. Ces introductions ont modifié les dynamiques écologiques locales, bien que certaines espèces indigènes, comme le poisson-chat et le tilapia, restent prédominantes.
Les efforts de conservation visent à protéger et restaurer certaines espèces migratrices en maintenant des corridors aquatiques ouverts, permettant aux poissons de se déplacer plus librement à travers le fleuve. Des actions ont été mises en place pour limiter les impacts des aménagements du fleuve, notamment la construction de passes à poissons pour les espèces migratrices. Ces mesures visent à inverser le déclin de certaines espèces, tout en soutenant une gestion durable de l’écosystème aquatique du Mono.

### Flore
La flore du fleuve Mono est marquée par une grande diversité, notamment en raison de l’abondance de zones humides le long de ses rives. On y trouve une végétation typique des milieux aquatiques tropicaux et subtropicaux, ainsi que des plantes endogènes adaptées aux conditions du fleuve. Des espèces végétales comme les roseaux et les joncs sont courants dans les marécages et les zones inondables, créant des écosystèmes riches et propices à la faune locale.
Les mangroves, bien que plus présentes dans les estuaires, jouent un rôle écologique important en protégeant les rives et en servant de refuge à plusieurs espèces animales. De plus, les herbiers aquatiques, tels que les plantes submergées, sont essentiels pour la qualité de l'eau et pour maintenir l'équilibre écologique en filtrant les nutriments et en fournissant des habitats pour les jeunes poissons.
Cependant, la flore du Mono est également impactée par les activités humaines, notamment la déforestation et les aménagements fluviaux, qui modifient la dynamique naturelle des écosystèmes. Des efforts de conservation sont en place dans certaines zones pour protéger et restaurer les habitats végétaux abimés, notamment par la replantation de végétation autochtone et la gestion des zones humides.

### Baignade et qualité microbiologique
La baignade dans le Mono est déconseillée en raison de la pollution de ses eaux, notamment au niveau de l'agriculture intensive et de l'urbanisation croissante qui contribuent à la contamination par des agents pathogènes. Cette situation impacte non seulement la qualité de l'eau, mais également la sécurité des activités nautiques et récréatives dans le fleuve.
La qualité microbiologique des eaux du Mono fait l'objet d'un suivi par les autorités sanitaires locales. Des analyses régulières permettent de vérifier les concentrations de bactéries comme les coliformes fécaux, indicateurs de contamination par des eaux usées ou des déchets humains et animaux. Ces mesures sont essentielles pour limiter les risques sanitaires, notamment en période de crue ou de fortes pluies, qui peuvent entraîner un déversement d'eaux usées non traitées dans le fleuve.
Des initiatives sont en cours pour améliorer la qualité de l'eau, incluant la mise en place de stations de traitement des eaux et la gestion des eaux de ruissellement. Ces actions visent à réduire l'impact des sources de pollution et à rendre le fleuve plus sûr pour des usages récréatifs à long terme. Toutefois, pour l'instant, la baignade dans le Mono reste limitée et réglementée pour des raisons sanitaires.

### Menaces et protections
Le bassin du Mono fait face à plusieurs menaces écologiques, en grande partie liées aux activités humaines. L'agriculture intensive, combinée à des pratiques de gestion de l'eau inadaptées, génère une pollution importante par les nitrates et les pesticides. Cette contamination affecte gravement la qualité de l'eau, réduisant la biodiversité aquatique et dégradant les écosystèmes. Les zones agricoles situées à proximité des rivières contribuent également au ruissellement de substances chimiques dans le fleuve.
L'urbanisation croissante autour du bassin, notamment dans les zones côtières et les régions proches des grandes villes, entraîne un accroissement des rejets urbains, accentuant la pollution des eaux. En outre, l'exploitation des ressources naturelles, comme l'extraction de sable et de graviers, perturbe les habitats aquatiques et réduit la capacité du fleuve à se régénérer naturellement.
Pour répondre à ces défis, des actions de protection ont été mises en place. Des politiques de gestion des ressources en eau ont été renforcées et des programmes de surveillance de la qualité de l'eau sont en cours. Les autorités locales et les organisations internationales collaborent pour améliorer l'infrastructure de traitement des eaux usées et promouvoir des pratiques agricoles plus durables.

## Aspects culturels

### Tourisme et patrimoine
Le bassin du Mono, riche de son histoire et de sa diversité culturelle, offre également de nombreux sites touristiques et patrimoniaux attractifs. En amont du bassin il y a : les plages du Mono, célèbres pour leurs eaux douces et leur environnement naturel, ces plages sont populaires en période estivale ; les villages traditionnels le long du fleuve, notamment Lokossa et Toviklin, qui témoignent des modes de vie locaux et abritent des marchés animés où les visiteurs peuvent découvrir l'artisanat et la culture du peuple Fon ou encore les réserves naturelles et zones protégées autour du Mono, comme la réserve de la vallée du Mono, qui abrite une faune et une flore exceptionnelles. Il y a, en aval du bassin : l'Ouidah, ville historique, ancien comptoir commercial et esclavagiste, avec son port de Ouidah, le temple des Pythons, et l'arbre à palabres ; Grand-Popo : une destination prisée pour ses plages et son héritage culturel, connue pour ses anciennes missions chrétiennes et son rôle dans la traite négrière ou encore le Parc National de la Pendjari (à proximité du Mono) : bien qu’il se situe légèrement à l'ouest, c’est une attraction majeure de la région, offrant des safaris exceptionnels et une riche biodiversité.

## Annexe